# Индустриальный район (Ижевск)
Индустриальный район (удм. Индустри ёрос) — один из пяти внутригородских районов Ижевска. Название району было дано в связи с большим объёмом промышленного и жилищного строительства. В районе расположены памятники культуры, образовательные учреждения, магазины и торговые центры.

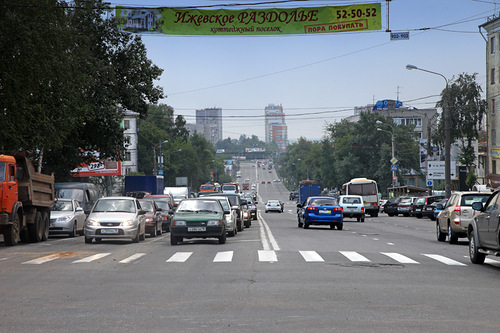
Улица Удмуртская — одна из крупнейших улиц района

## Географическое положение
Индустриальный район расположен на северо-востоке Ижевска. Его территория 35,37 км² — это четвёртое место среди городских районов при численности жителей 119 609 тыс.чел. Связано это, в первую очередь, с малоэтажной застройкой и территорией зеленых зон по сравнению с другими районами Ижевска.

### Территория района
Индустриальный район граничит:

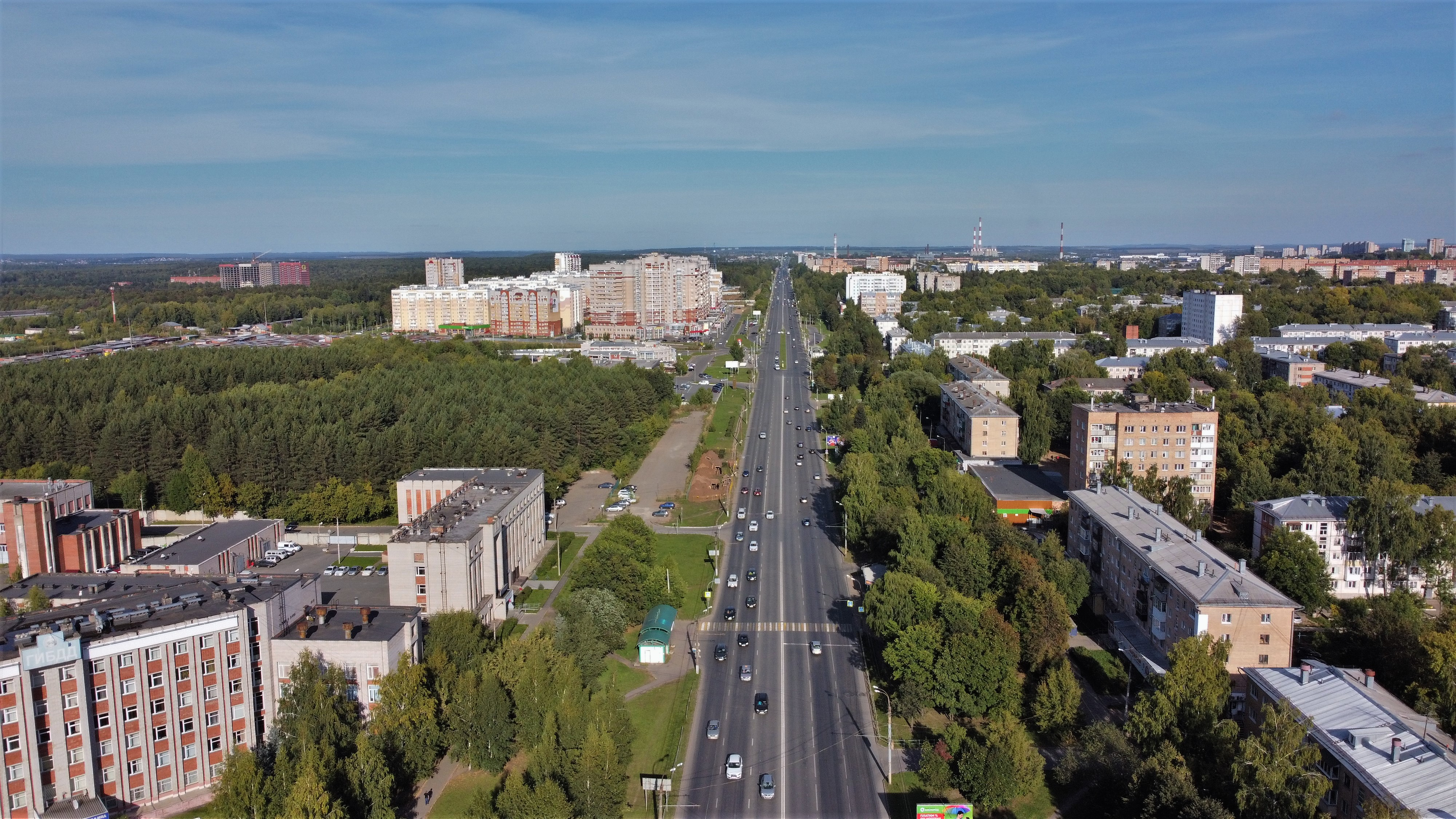
Воткинское шоссе — восточная граница района

- На востоке — с Устиновским районом по западной стороне улицы 40 лет Победы (от улицы Ленина до улицы 10 лет Октября), далее по северной стороне улицы 10 лет Октября (от улицы 40 лет Победы до улицы 9 января), затем по восточной стороне улицы 9 января (от улицы 10 лет Октября до улицы Воткинское шоссе), далее по южной стороне Воткинского шоссе, по восточной и южной границе производственной базы «Промвентиляция», по восточной границе территории производственной базы ФГУП УССТ N 6, по южной границе ИТК-4 (по ограждению), по северной границе производственной базы ОАО «Пермжелдортранс», по южной и восточной границе промплощадки ОАО «Буммаш», по южной и восточной границе территории ГУП УР «Ижевский полиграфический комбинат» до Воткинского шоссе, на восток по северной стороне Воткинского шоссе до восточного берега существующего пруда до границы города;
- На юге — с Первомайским районом по северной стороне улице Ленина (от улицы 40 лет Победы до р. Карлутки), далее на север вверх по руслу р. Карлутки, затем по северной стороне улицы Советской (от р. Карлутки до улицы Коммунаров);
- На западе — с Октябрьским районом по западной стороне улицы Коммунаров (от улицы Советская до переулка Северного), далее по северной стороне переулка Северного (от улицы Коммунаров до улицы Удмуртской), затем по западной стороне улицы Удмуртской (от пер. Северного до перекрёстка с Воткинским и Славянским шоссе), далее по западной стороне Славянского шоссе до границы города (до кольцевой развязки автодороги «Окружная, г. Ижевск»);
- На северо-востоке — с Завьяловским районом Удмуртии, то есть с МО «Хохряковское» (по границам кварталов 114, 103 Нагорного лесничества, на северо-запад по границам кварталов 103, 69 Нагорного лесничества и границе земель СНТ «Звезда», границам земель СНТ «Труженик», СНТ «Буммашевец-2», СНТ «Весна», на восток по южной границе земель СНТ «Весна»), МО «Ягульское» (по южной стороне полосы отвода автомобильной дороги «Окружная, г. Ижевск» города Ижевска до кольцевой развязки со Славянским шоссе).

Реки
- Пазелинка
- Карлутка

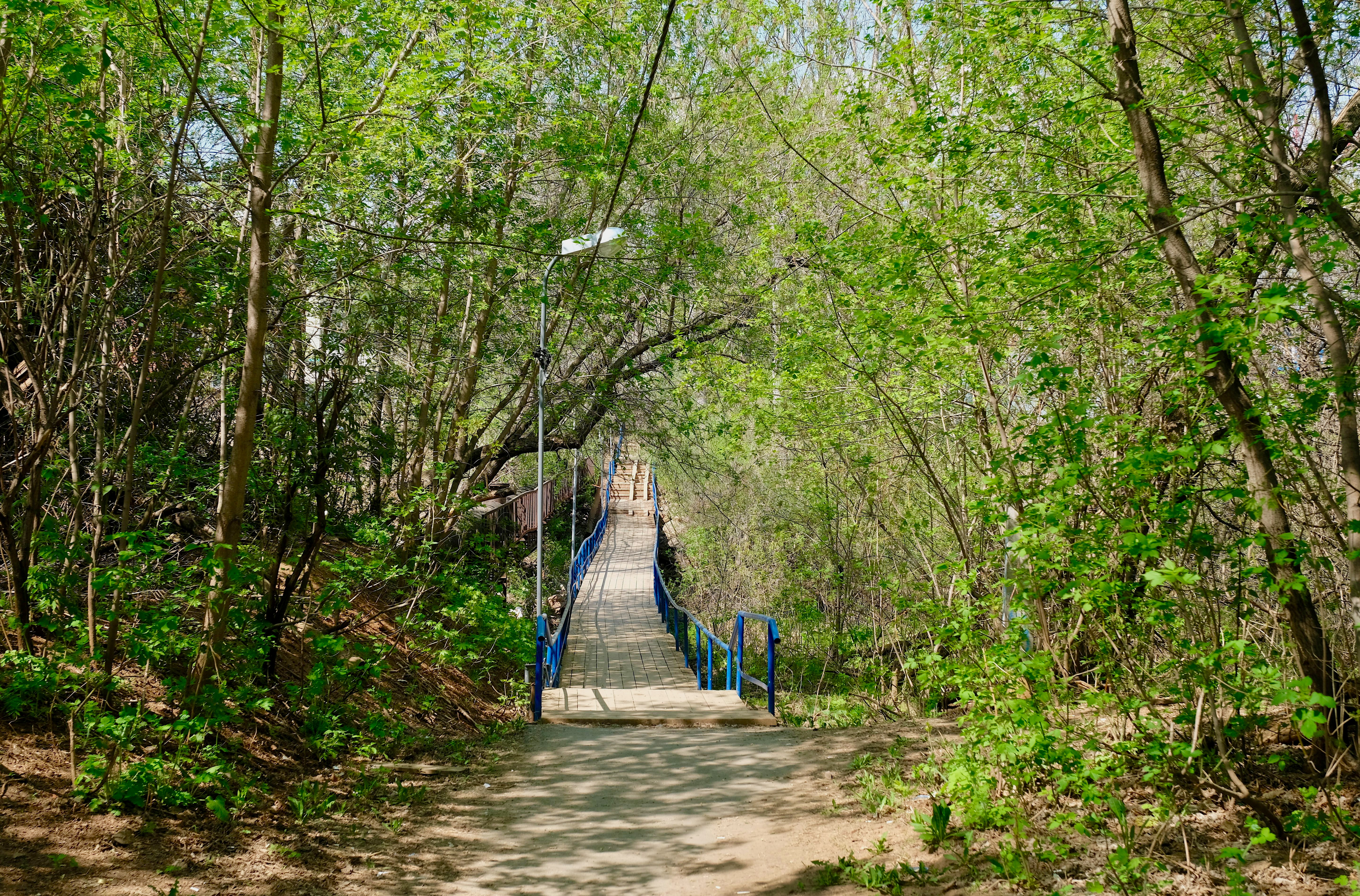
Мост через Карлутку

Исток речки Карлутки находится у трамвайного кольца (ост. Буммаш). Течёт в сторону Пеньков, Культбазы, Восточного посёлка, где она является границей официальных микрорайонов.
- руч. Ярушки

## История
Район был образован указом Президиума Верховного Совета Удмуртской АССР 8 декабря 1962 года, который был подтверждён Президиумом Верховного Совета РСФСР 1 февраля 1963 года.

### Развитие района
Развитие района началось со строительства в 1960 году завода «Ижтяжбуммаш». Одновременно с заводом быстро рос и его спутник — жилой район «Буммаш» — его 6 микрорайонов вдоль Воткинского шоссе жилой площадью более 514 тысяч м²
На момент создания район состоял из двух частей: городской и сельской. Городская часть района занимала восточную и северо-восточную часть города и была ограничена с северной и восточной сторон от дороги на поселок Пазелы до территории бывшего аэропорта, с южной стороны улицами Мичурина и Советской до улицы Коммунаров от ул. Советской до Воткинского шоссе и далее на север до поселка Пазелы. В состав района также входили территории Чуровского, Пугачевского поселковых советов, Чернушинского и Яганского сельских Советов, некоторые населенные пункты бывших Як-Бодьинского, Ижевского, Мало-Пургинского и Завьяловского районов, в которых имелись промышленные предприятия с общей численностью населения этой части района около 13 тысяч человек.
Одновременно с жилыми микрорайонами застраивается и общественный центр жилого района: кинотеатр, ресторан «Урал», крытый рынок, культпросветучилище, школы и детские учреждения. В 1966 году — стадион «Зенит» на 22 тысячи зрителей, клуб «Спутник», благоустраиваются места отдыха — «Березовая роща».
В 1965 году в районе началось строительство ещё одного крупного гиганта — автозавода, одновременно шла застройка жилых микрорайонов старого аэропорта.

### Разукрупнение Индустриального района
Шли года границы района изменились, значительно расширились. На его территории появились новые предприятия и заводы: бумагоделательных машин, автозавод, пластмасс, пивобезалкогольных напитков, молочный комбинат, ТЭЦ-2.
Получили дальнейшее техническое перевооружение первенцы района завод им. Ленина, Государственный подшипниковый завод и Ижевский радиозавод.
Расширились учебные площади Удмуртского государственного университета им. 50-летия СССР, построены и функционируют республиканские культурно-просветительское и музыкальное училища, кинотеатры Ударник , Октябрь.
Таким образом, в 1987 году Индустриальный район и по занимаемой территории, и по численности населения 270 тысяч человек превосходил каждый из районов практически в два раза. В связи с этим 1 июля 1987 год]а решением Совета Министров Удмуртской АССР Индустриальный район был разделен на Индустриальный и Устиновский районы.
Люди, которые внесли большой вклад в развитие района:
- Костров Виталий Владимирович — первый председатель исполкома райсовета;
- Председатель исполкома райсовета — Росляков Егор Николаевич.

Первые секретари РК КПСС:
- Лощенов Владимир Иванович;
- Миронов Николай Ефимович.

### Исторически сложившиеся жилые районы
| Жилой район | Примечание                                                                                           |
| ----------- | --- |
| Буммаш      | |
| Карлутский  | Назван по расположению в долине реки Карлутка.                                                       |
| Культбаза   | |
| Столичный   | Строящийся с начала 2010 года новый микрорайон. Расположен с северной части вдоль Воткинского шоссе. |
| Строитель   | |
| Центральный | |

- Буммаш — ограничен Воткинским шоссе с севера и запада, с восточной стороны Буммаш ограничен улицей 9-е Января, четкой границы с юга нет, принято считать, что ограничен улицей Буммашевской (улица названа именем предприятия), а с юго-востока ограничен улицей 10 лет Октября. На Буммаше преобладают пятиэтажные дома застройки 60-х годов.
- Пеньки — этот микрорайон часто причисляют к Буммашу. С севера и востока Пеньки ограничены улицей Буммашевской, с юга — улицей 10 лет Октября, с запада — улицей Удмуртской. В Пеньках располагаются как коммуналки и общежития, так и многочисленные автобазы, которые нередко находятся прямо во дворах жилых домов. Жилье в Пеньках считаются непрестижным из-за малоприятного соседства с автобазами и удаленностью от остановок общественного транспорта. Кроме того, в коммуналках проживают, в основном, неблагополучные слои населения.
- Восточный поселок — ограничен с севера улицей 10 лет Октября, с востока улицей Бабушкина, с юга улицей Ленина, четкой границы с запада нет, принято считать, что она пролегает между бараками и многоэтажками. Основная застройка Восточного поселка — это частные малоэтажные дома. Как и «в деревне», здесь нет водопровода у каждого дома, за водой жители ходят к колонкам. Многие дороги в Восточном поселке гравийные или грунтовые, однако главные, центральные улицы, как и положено, имеют асфальтовое покрытие.
- Культбаза — с севера ограничена лесом, параллельным улице 10 лет Октября, с запада — берегом Карлутки, с южной стороны — промышленной зоной, с восточной стороны четкой границы не имеет, но принято, что она пролегает между бараками и многоэтажками. Культбаза застроена пятиэтажками (жилье для работников редукторного завода) и девятиэтажками. Также на Культбазе находится «козий» парк.

## Жилой фонд и транспортная инфраструктура
Жилой фонд в Индустриальном районе составляет 647 многоквартирных жилых домов и 4296 домов индивидуальной застройки. Протяженность дорог городского и районного значения 376 км.

### Строящиеся объекты
- Активно застраивается микрорайон «Столичный» (ул. Кунгурцева, 29а стр).
- «Культбаза» Жилой комплекс «ГРАНД» (ул. им. Льва Толстого, 24 стр).
- «Карлутский» Жилой комплекс «Восточный квартал» (ул. Совхозная, 9а стр).
- «Центральный» Жилой комплекс «Советская, 41» (ул. Советская 41 к2 стр).

### Объекты транспортной инфраструктуры. Перспективы.
Генеральный план города Ижевска предполагает дальнейшее развитие существующих и формирование новых направлений общегородского значения для усиления транспортных связей между районами города и создания дополнительных выходов на внешние автодороги по следующим основным направлениям.

## Население
Таблица 1. Население Индустриального района.
| 1970     | 1979     | 1987     | 1989     | 2002     | 2009     | 2010     |
| -------- | -------- | -------- | -------- | -------- | -------- | -------- |
| 112 161  | ↗213 351 | ↗270 000 | ↘130 020 | ↘110 174 | ↘104 410 | ↗113 721 |
| 2012     | 2013     | 2014     | 2015     | 2016     | 2017     | 2018     |
| ↘113 195 | ↗114 403 | ↗116 898 | ↗118 973 | ↗119 609 | ↗121 326 | ↗121 935 |
| 2019     | 2020     | 2021     |          |          |          |          |
| ↗122 293 | ↘121 655 | ↗127 782 |          |          |          |          |

## Внутреннее деление
Делится на 6 жилых района и зону малоэтажной застройки:
Таблица 2. Жилые микрорайоны Индустриального района.
| Жилой район     | Характеристика | Примечание |
| --------------- | --- | --- |
| Буммаш          | состоит из 6 микрорайонов 1 микрорайон — включает в себя улицу Дзержинского (нечётная сторона) и улицу Воткинского шоссе (чётная сторона). 2 микрорайон — включает в себя улицу Дзержинского (нечётная сторона) и улицу Воткинского шоссе (чётная сторона). 3 микрорайон — это улица Дзержинского (нчётная сторона). 4 микрорайон — это улица 9-е Января (нечётная сторона). 5 микрорайон — это улица 9-е Января (нечётная сторона). 6 микрорайон — это улица Буммашевская (чётная сторона). | Назван по близкому расположению к заводу «Ижтяжбуммаш». А 6 микрорайон — в народе именуется Пеньками из-за близкого расположения к урочищу Карлутскому, где после санитарной вырубки деревьев осталось много пеньков. |
| Север           | состоит из 18 микрорайонов, 2 из них расположены в Индустриальном районе остальные в Октябрьском. 16 микрорайон — с запада ограничен улицей Удмуртской, с юга улицей 10 лет Октября, с востока речкой Карлуткой, с севера улицей Холмогорова. 16 «А» микрорайон — с запада ограничен улицей Удмуртской, с юга улицей Авангардной, с востока речкой Карлуткой, с севера улицей 10 лет Октября. | 16 «А» микрорайон больше известен в качестве «немецких» домов вдоль улицы Удмуртской, напротив ТЦ «Флагман» |
| Культбаза       | 10 микрорайонов 1 микрорайон — с запада ограничен речкой Карлуткой, с юга улицей Авангардной, с востока улицей Репина (с проектируемым продолжением от ул. Тимирязева до 10 лет Октября), с севера улицей 10 лет Октября. 2 микрорайон — с запада ограничен улицей Репина (с проектируемым продолжением от ул. Тимирязева до 10 лет Октября), с юга улицей Грибоедова, с востока улицей Серова, с севера улицей 10 лет Октября. 3 микрорайон — с запада ограничен улицей Репина, с юга улицей Авангардной, с востока улицей 8-е Марта, с севера улицей Грибоедова. 4 микрорайон — с запада ограничен улицей Серова, с юга переулком Грибоедова, с востока улицей 9-е Января, с севера улицей 10 лет Октября. 5 микрорайон — с запада ограничен улицей Серова, с юга улицей Грибоедова, с востока ручьём (притоком речки Карлутки), с севера переулком Грибоедова. 6 микрорайон — с запада ограничен улицей 8-е Марта, с юга улицей Авангардной, с востока ручьём (притоком речки Карлутки), с севера улицей Грибоедова. 7 микрорайон — с запада ограничен ручьём (притоком речки Карлутки), с юга проектируемым проспектом Калашниковым (~пер. Профсоюзным), с востока улицей Бабушкина, с севера переулком Уральским. 8 микрорайон — с запада ограничен улицей 9-е Января, с юга переулком Сурикова (с проектируемым продолжением), с востока улицей 40 лет Победы, с севера улицей 10 лет Октября. 9 микрорайон — с запада ограничен улицей Бабушкина, с юга переулком Уральским (с проектируемым продолжением), с востока улицей 40 лет Победы, с севера переулком Сурикова (с проектируемым продолжением). 10 микрорайон — с запада ограничен улицей Бабушкина, с юга проектируемым проспектом Калашниковым, с востока улицей 40 лет Победы, с севера переулком Уральским (с проектируемым продолжением). | с 4 по 7 микрорайоны (проект) это неофициальный район Восточный поселок (северная часть), с 8 по 10 микрорайоны (проект) это садовые кооперативы.                                                                     |
| Карлутский      | состоит из 2 микрорайонов. 1 микрорайон — с запада ограничен ручьём (притоком речки Карлутки), самой речкой Карлуткой, с юга улицей Ленина, с востока улицей Совхозной, с севера проектируемым проспектом Калашниковым. 2 микрорайон — с запада ограничен улицей Совхозной, с юга улицей Ленина, с востока лесопосадкой (у 300 производства), с севера проектируемым проспектом Калашниковым. | Эти микрорайоны это неофициальный район Восточный поселок (южная часть). |
| Центральный     | Территория, которая ограничена улицами — с запада улицей Коммунаров, с юга улицей Советской, с востока речкой Карлуткой, с севера улицей Кирова относится к администрации Индустриального района. | Расположен на территории трёх административных районов города: Октябрьского, Первомайского и Индустриального. В Индустриальном районе расположена восточная его часть.                                                |
| Столичный       | Включает в себя улицу Кунгурцева Е. М. и улицу Воткинского шоссе (нечётная сторона) | Территория вдоль северной стороны Воткинского шоссе. Активно застраивается. |
| Большие Пазелы  | Микрорайоны малоэтажной застройки Микрорайон Автомобилист Микрорайон Пазелы | Территория вдоль Славянского шоссе (восточная сторона). |
| Сельхозвыставка | Микрорайоны малоэтажной застройки Микрорайон Родниковый Микрорайон Солнечный Микрорайон Владимирский Микрорайон Апрель Микрорайон Дарьинский Микрорайон Новые Ярушки Микрорайон Лесная поляна | Территория севернее микрорайона Столичный. |

### Улицы
В Индустриальном районе располагаются 87 улиц.

### Органы власти

#### Администрация
- Администрация Индустриального района — ул. Дзержинского, 5

#### Полиция
- Отдел полиции № 5 Индустриального района — ул. Воткинское шоссе, 9
- Участковый пункт полиции № 31 — ул. Буммашевская, 84
- Участковый пункт полиции № 32 — ул. Воткинское шоссе, 66
- Участковый пункт полиции № 33 — ул. Герцена, 6
- Участковый пункт полиции № 34 — ул. Красногеройская, 103
- Участковый пункт полиции № 36 — ул. Тимирязева, 13

#### Суды
- Индустриальный районный суд г. Ижевска — ул. Воткинское шоссе, 140
- Мировые судьи Индустриального района — ул. Воткинское шоссе, 140
- Прокуратура Индустриального района — ул. Воткинское шоссе, 56
- Арбитражный суд Удмуртской Республики — ул. Ломоносова, 5

## Транспорт
Район обслуживают три вида общественного транспорта, которые увезут в любую точку города.
Таблица 3. Виды общественного транспорта, курсирующие по Индустриальному району.
| Вид транспорта | Номера маршрутов                                                                                        | Основные магистрали                                                                                               | Районы                                                         |
| -------------- | --- | --- | -------------------------------------------------------------- |
| Трамвай        | № 2, 5, 7, 8, 9, 10, 11, 12                                                                             | Ул. Ленина, ул. Серова, Ул. Халтурина, Ул. Буммашевская, ул. Авангардная                                          | Буммаш, Культбаза, Восточный посёлок                           |
| Троллейбус     | № 1, 2, 4, 4д, 7, 14                                                                                    | Воткинское ш., ул. 9 Января, ул. Дзержинского, ул. Удмуртская, ул. Советская                                      | Столичный, Буммаш, Север, Центральный                          |
| Автобус        | № 10, 12, 12к, 16, 19, 22, 23, 26, 18, 27, 28, 29, 31, 36, 39, 40, 45, 49, 50, 52, 53, 68, 79, 331, 321 | Улица 9 Января, ул. Удмуртская, ул. Дзержинского, ул. Ленина, Воткинское шоссе, Ул. 10 лет Октября, ул. Советская | Столичный, Буммаш, Север, Центральный, Сельхозвыставка, Пазелы |

## Экономика

### Торговля и сфера услуг
На территории Индустриального района расположены предприятий торговли, общественного питания и бытовых услуг, а также объекты нестационарной торговли — павильоны, киоски, остановочные комплексы.

### Торговые центры
- ТЦ «СтройПорт» — ул. Кирова, 146 и 144
- ТЦ «Флагман» — ул. Удмуртская, 255"б";
- ТЦ «Флагман ДИСКОНТ» — ул. Удмуртская, 255"в";
- ТЦ «Алые паруса» — ул. Кирова, 142;
- ОЦ «Флагман» — ул. Удмуртская, 255"г";
- ТЦ «Гвоздь» — ул. Удмуртская, 304"н";
- ТЦ «Орин» — ул. Удмуртская, 304"а";
- ТЦ «Орион» — ул. Удмуртская, 304"е";
- ТЦ «Авеню» — ул. Удмуртская, 304 лит «к2»;
- ТЦ «Аврора-Парк» — ул. Удмуртская, 304 «к1»;
- ТОЦ «Аврора-Парк» — ул. Удмуртская, 304;
- ТЦ «Молоток» — ул. Удмуртская, 304"в";
- ТОЦ «Эльгрин» — ул. 10 лет Октября, 53;
- ТЦ «Кольцо» — ул. Дзержинского, 48"а", 48"б";
- ООО «Северный рынок» — ул. 9 Января, 223;
- ТЦ «Урал» — ул. 9 Января, 217а;
- ТРЦ «Омега» — ул. 10 лет Октября, 32;
- БЦ «Омега» — ул. лет Октября, 32 лит «р»;

### Промышленные предприятия
На территории Индустриального района расположены такие промышленные предприятия как:
- ОАО «Ижевский радиозавод» — производитель бортовых и наземных радиотехнических комплексов, телекоммуникационных систем, систем связи и автоматики на железной дороге, оборудование для ТЭК, оборудование для ЖКХ, техника универсального назначения;
- ГП «Редуктор» — крупный производитель редукторов, станков-качалок;
- МУП г. Ижевска «Декоративно-цветочные культуры» — выращивание декоративных цветов и рассады;[19]
- ОАО «ИПОПАТ» — Автопарк № 2;
- МУП «ИжГЭТ» — Троллейбусный парк № 1;
- ОАО «Альтаир» — производство кирпича;
- ГУП УР «Ижевский полиграфический комбинат»
- АО «Ижметмаш» — крупный производитель оборудования для целлюлозно-бумажной, химической, металлургической промышленности.

## Сфера образования
Высшее образование
- Удмуртский государственный университет;
- Ижевская государственная медицинская академия.

Среднее профессиональное
- Удмуртский республиканский колледж культуры;
- Республиканский музыкальный колледж;
- Ижевский индустриальный техникум;
- Строительный техникум;

Начальное профессиональное
- Спортивный лицей № 82;
- Профессиональный лицей 28 «Мода».

Начальное образование
- Вечерняя (сменная) общеобразовательная школа № 3
- Средняя общеобразовательная школа № 8
- Средняя общеобразовательная школа № 19
- Гимназия № 24
- Специальная коррекционная общеобразовательная школа № 39 для обучающихся, воспитанников с ограниченными возможностями здоровья
- Средняя общеобразовательная школа № 43
- Гуманитарный лицей № 44
- Средняя общеобразовательная школа № 52 с углубленным изучением отдельных предметов
- Гимназия № 56
- Средняя общеобразовательная школа № 64
- Средняя общеобразовательная школа № 69 с углубленным изучением отдельных предметов
- Средняя общеобразовательная школа № 72
- Специальная коррекционная общеобразовательная школа № 79 для обучающихся, воспитанников с ограниченными возможностями здоровья
- Средняя общеобразовательная школа № 84 с углубленным изучением отдельных предметов

Дошкольное образование
Дошкольное и дополнительное образование представляют 53 учреждений дошкольного образования, 10 клубов по месту жительства, 3 детские школы искусств, 6 муниципальных библиотек.

## Медицинское обслуживание
Взрослому и детскому населению района медицинскую помощь оказывают 36 лечебных заведений.
- Детская городская поликлиника № 3 — ул. им. Репина, 35 «к2»
- Детская поликлиника № 7 — ул. Буммашевская, 96
- Городская клиническая больница № 1 — ул. Парковая, 49"а"
- Городская поликлиника № 3 — ул. Софьи Ковалевской, 8
- Городская клиническая больница № 6 БК № 1 — ул. Ленина, 81
- Городская клиническая больница № 6 — ул. им. Льва Толстого, 7"а"
- Городская клиническая больница № 6 — ул. Удмуртская, 304"и"
- Городская клиническая больница № 7 — ул. Воткинское шоссе, 81
- Городская поликлиника № 7 — ул. Зенитная, 9
- Городская поликлиника № 7 — ул. 8 Марта, 16"а"
- Городская клиническая больница № 8 им. И. Б. Однопозова — ул. Серова, 65

Также в районе расположены:
- Первая республиканская клиническая больница — ул. Воткинское шоссе, 57
- Республиканская детская клиническая больница — ул. Ленина, 79
- Республиканский клинико-диагностический центр — ул. Ленина, 87"б"

## Спортивные сооружения
- Центральный стадион «Зенит — Ижевск»;
- Стадион «Торпедо»;
- Спортивный комплекс «Торпедо»;
- Ледовый Дворец «Ижсталь»
- Муниципальный Дворец спорта;
- Крытый каток «Олимпиец»;
- Спортивный клуб «Платформа»

## Учреждений культуры
- МУК "Центр русской культуры «Русский дом»;
- Дом культуры «Восточный».

## Религия
Русская православная церковь
- Храм Святых Царственных Страстотерпцев
- Троицкий собор

Старообрядчество
Новый краснокирпичный Покровский храм, вмещающий 1000 человек, был выстроен в 1991—1998 годах.
- Старообрядческая церковь Покрова Пресвятой Богородицы

Восточное христианство
- Армянская апостольская церковь